# Omloop Het Volk 1963
L'Omloop Het Volk 1963, diciottesima edizione della corsa, fu disputato il 2 marzo 1963 per un percorso di 181 km. Fu vinto dal belga René Van Meenen.

## Ordine d'arrivo (Top 10)
| Pos. | Corridore             | Squadra  | Tempo    |
| ---- | --------------------- | -------- | -------- |
| 1    | René Van Meenen       | Wiel's   | 4h32'00" |
| 2    | Ludo Janssens         | G.B.C.   | s.t.     |
| 3    | Jean-Baptiste Claes   | Wiel's   | s.t.     |
| 4    | Frans Van Immerseel   | G.B.C.   | s.t.     |
| 5    | José Dewit            | Pelforth | a 2'05   |
| 6    | Walter Muylaert       | Pelforth | s.t.     |
| 7    | Daniel Doom           | Wiel's   | s.t.     |
| 8    | René Thyssen          | Pelforth | s.t.     |
| 9    | Romain Van Winsberghe | Pelforth | s.t.     |
| 10   | Piet van Est          | Dr. Mann | s.t.     |